# Bolygókeletkezés

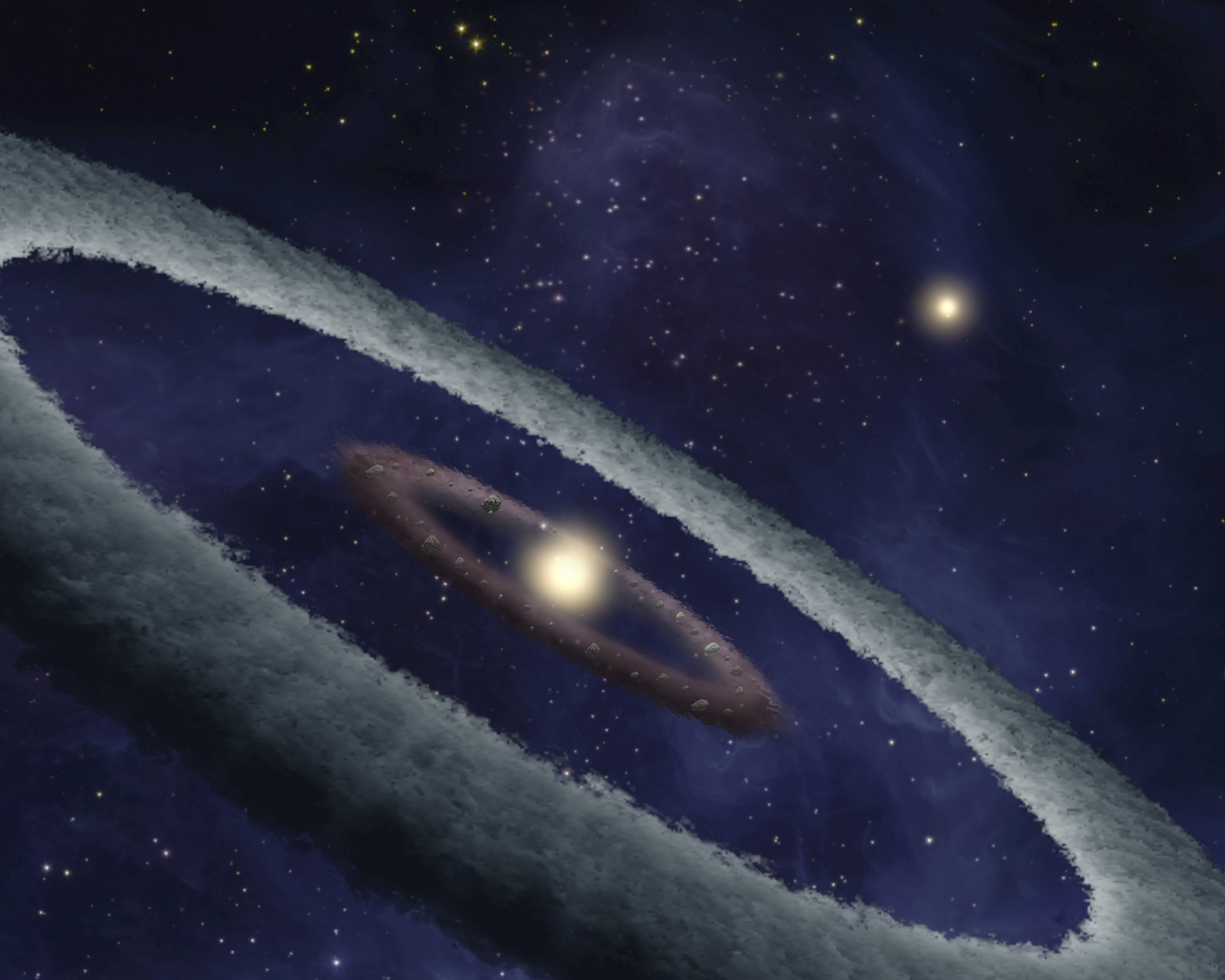
Keletkező bolygórendszer fantáziarajza a HD 113766 csillag körül. A protoplanetáris korong egyes tartományait a keletkező bolygók már tisztára söpörték, anyagát begyűjtötték.

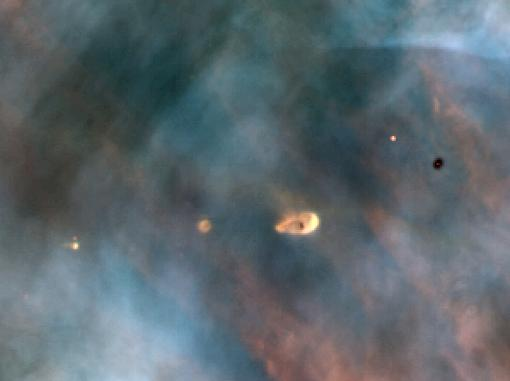
Protoplanetáris korongokba burkolódzó fiatal csillagok a Nagy Orion-ködben

A bolygókeletkezés az a folyamat, melynek során a csillagok vagy protocsillagok körül keringő protoplanetáris korong anyagából bolygórendszerek keletkeznek. A folyamat viszonylag gyorsan lezajlik, a korong gázanyagából 2-3 millió év alatt létrejönnek az óriásbolygók, szilárd részecskékből álló törmelékkorongot hagyva hátra, amelyből néhány tízmillió év alatt jönnek létre a Földünkhöz hasonló kőzetbolygók.
Bolygókeletkezés nem csak fiatal csillagok körül elképzelhető, megfigyeltek már szupernóvák után létrejövő pulzárok körüli bolygórendszereket is, az ezen csillagok körül eredetileg keringő bolygókat a szupernóva-robbanás meg kellett hogy semmisítse, ezért a csillagból létrejövő pulzár körül keringő bolygók ez után kellett hogy létrejöjjenek. Kettőscsillagoknál is sikerült protoplanetáris korongot megfigyelni, azaz a bolygókeletkezés ilyen esetben is elképzelhető.

## Külső hivatkozások
- Bolygókeletkezés Archiválva 2012. január 13-i dátummal a Wayback Machine-ben